# Epiperipatus imthurmi
Epiperipatus imthurmi är en klomaskart som först beskrevs av Sclater 1888.  Epiperipatus imthurmi ingår i släktet Epiperipatus och familjen Peripatidae. Inga underarter finns listade i Catalogue of Life.